# Violoncello all'inglese

Le terme violoncello all'inglese apparaît dans plusieurs œuvres d'Antonio Vivaldi. Il s'agit en réalité d'un violoncelle muni de cordes sympathiques.